# 과거주의
과거주의(過去主義, Preterism)는 기독교 신학에서 요한의 묵시록이나 다니엘서 등에 예언된 종말적인 사건은 이미 과거에 일어난 사건을 은유적으로 기록했다고 생각하는 입장을 말한다. 라틴어로 「~를 지나」를 의미하는 praeter와 - ism으로부터의 조어. 프레터리즘을 신봉하는 사람을 프레터리스트(preterist)라고 한다.

## 같이 보기
- 짐승 (요한 묵시록)
- 요한의 묵시록
- 언약신학
- 천년왕국